# Марголич Роман Ігорович
Роман Ігорович Марголич (нар. 30 січня 1980) — Голова Державного агентства екологічних інвестицій України.

## Освіта
2001 рік — закінчив Львівський національний університет імені Івана Франка за спеціальністю «Міжнародні економічні відносини», кваліфікація спеціаліст з міжнародних економічних відносин. Перекладач;
2002 рік — закінчив Львівський національний університет імені Івана Франка за спеціальністю «Міжнародні економічні відносини», кваліфікація магістр міжнародних економічних відносин;
2006 рік — закінчив Київський національний університет імені Тараса Шевченка за спеціальністю «Правознавство», кваліфікація юрист.

## Трудова діяльність
Листопад 2001 — березень 2003 — спеціаліст департаменту казначейства Акціонерного товариства «Кредит Банк (Україна)», м. Львів.
Травень 2003 — квітень 2004 — головний економіст відділу координації касового виконання бюджету Управління координації роботи з Державним казначейством України Головного управління державного бюджету Департаменту зведеного бюджету Міністерства фінансів України, м. Київ.
Квітень 2004 — травень 2005 — головний економіст відділу планування та координації інспекційних перевірок управління інспекційних перевірок Департаменту безвиїзного нагляду Національного банку України, м. Київ.
Травень — жовтень 2005 — помічник-консультант народного депутата України Качура П. С. на час його депутатських повноважень з поширенням дії Закону України «Про державну службу», м. Київ.
Грудень 2005 — липень 2007 — заступник директора з фінансових питань Товариства з обмеженою відповідальністю «Сторгозія», м. Львів.
Липень 2007 — грудень 2009 — заступник директора Товариства з обмеженою відповідальністю «Моноліт-Систем», м. Львів
Грудень 2009 — серпень 2010 — радник Міністра відділу апарату Міністра; заступник директора департаменту міжнародного співробітництва та європейської інтеграції Міністерства освіти і науки України, м. Київ.
Серпень 2010 — березень 2014 — активно займався громадською діяльністю.
З березня 2014 — Голова Державного агентства екологічних інвестицій України (розпорядження Кабінету Міністрів України від 25 березня 2014 № 268-р).